# Nanzuo
Nanzuo (chinesisch 南佐遗址, Pinyin Nánzuǒ yízhǐ – „Nanzuo-Stätte“) ist eine neolithische Stätte im Dorf Nanzuo 南佐村 der Großgemeinde Houguanzhai des Stadtbezirks Xifeng der bezirksfreien Stadt Qingyang in der nordwestchinesischen Provinz Gansu. Sie wird auf 4000–2000 v. Chr. datiert. Hier wurden neun große hangtu taiji (Terrassen-Fundamente aus gerammter Erde) entdeckt.
Die Nanzuo-Stätte steht seit 2001 auf der Liste der Denkmäler der Volksrepublik China (Beschluss-Nr. 5-120).
Koordinaten: 35° 41′ 11,7″ N, 107° 35′ 59,9″ O